# Kościół Matki Boskiej Bolesnej w Mysłowicach
Kościół Matki Boskiej Bolesnej – rzymskokatolicki kościół parafialny należący do dekanatu Mysłowice archidiecezji katowickiej. Znajduje się w mysłowickiej dzielnicy Brzęczkowice i Słupna, na osiedlu Brzęczkowice.

## Historia

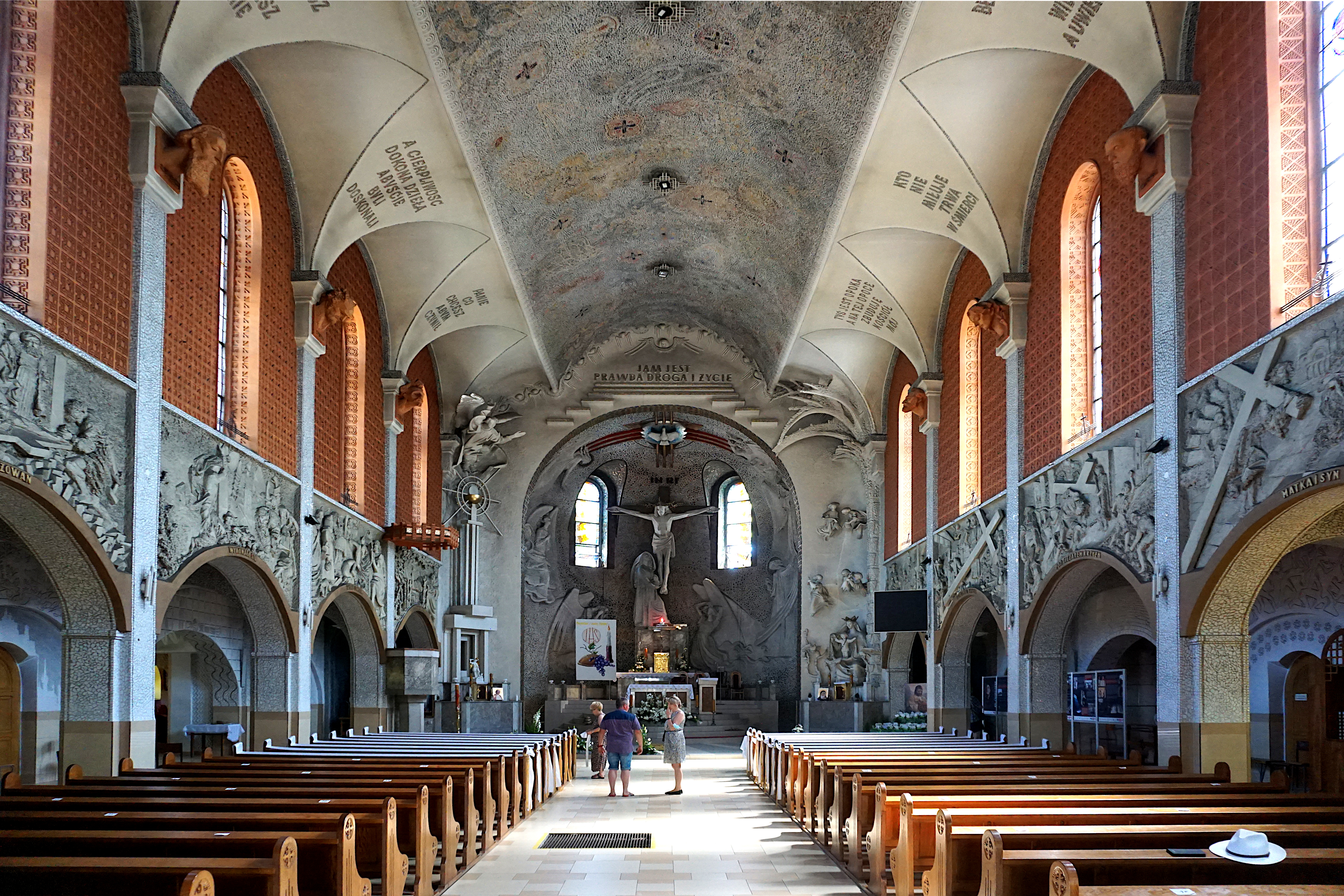
Wnętrze kościoła (2021)

Budowa świątyni rozpoczęła się w dniu 1 sierpnia 1945 roku. Kościół był budowany na miejscu położonym na granicy dwóch dzielnic: Brzęczkowic i Słupnej. Budowla miała być ogniwem spajającym mieszkańców. W dniu 10 kwietnia 1949 roku świątynia została poświęcona pod wezwaniem Matki Boskiej Bolesnej. Wezwanie to było związane m.in. z latami starań o budowę świątyni. Projekt architektoniczny budowli został wykonany przez Henryka Gambca. Wystrój wnętrza świątyni jest autorstwa artysty rzeźbiarza Henryka Burca.

## Architektura
Świątynia jest jednonawowa, jest ozdobiona dwoma podcieniami i posiada centralnie podwyższone prezbiterium. Nawę nakrywa beczkowe sklepienie ozdobione mozaiką, wykonaną na kształt firmamentu. W końcu głównej nawy znajdują się dwie ogromne figury: Chrystus Ukrzyżowany i Matka Boska Bolesna stojąca pod krzyżem. Stacje drogi krzyżowej są opatrzone zmuszającymi do refleksji podpisami księdza Józefa Gawora i charakteryzują się ekspresją i sugestywnością.

## Tablica pamiątkowa
W kościele wisi tablica pamiątkowa ku czci księdza Franciszka Maronia, historyka Kościoła na Górnym Śląsku, budowniczego świątyni i lokalnego proboszcza w latach 1939-1969.